# Adolphe de Launay
Adolphe de Launay, né le 27 mai 1854 à Clérey (Aube) et mort le 16 mars 1927 à Clérey, est un homme politique français.

## Biographie
Ancien élève de l'école Polytechnique, il s'occupe de la gestion de ses domaines agricoles. Maire de Clérey en 1884, conseiller général en 1889, il préside aussi la fédération des associations agricoles et le comice agricole départemental. Il est député de l'Aube de 1924 à 1927, siégeant sur les bancs de l'Union Républicaine Démocratique. 

## Lien externe

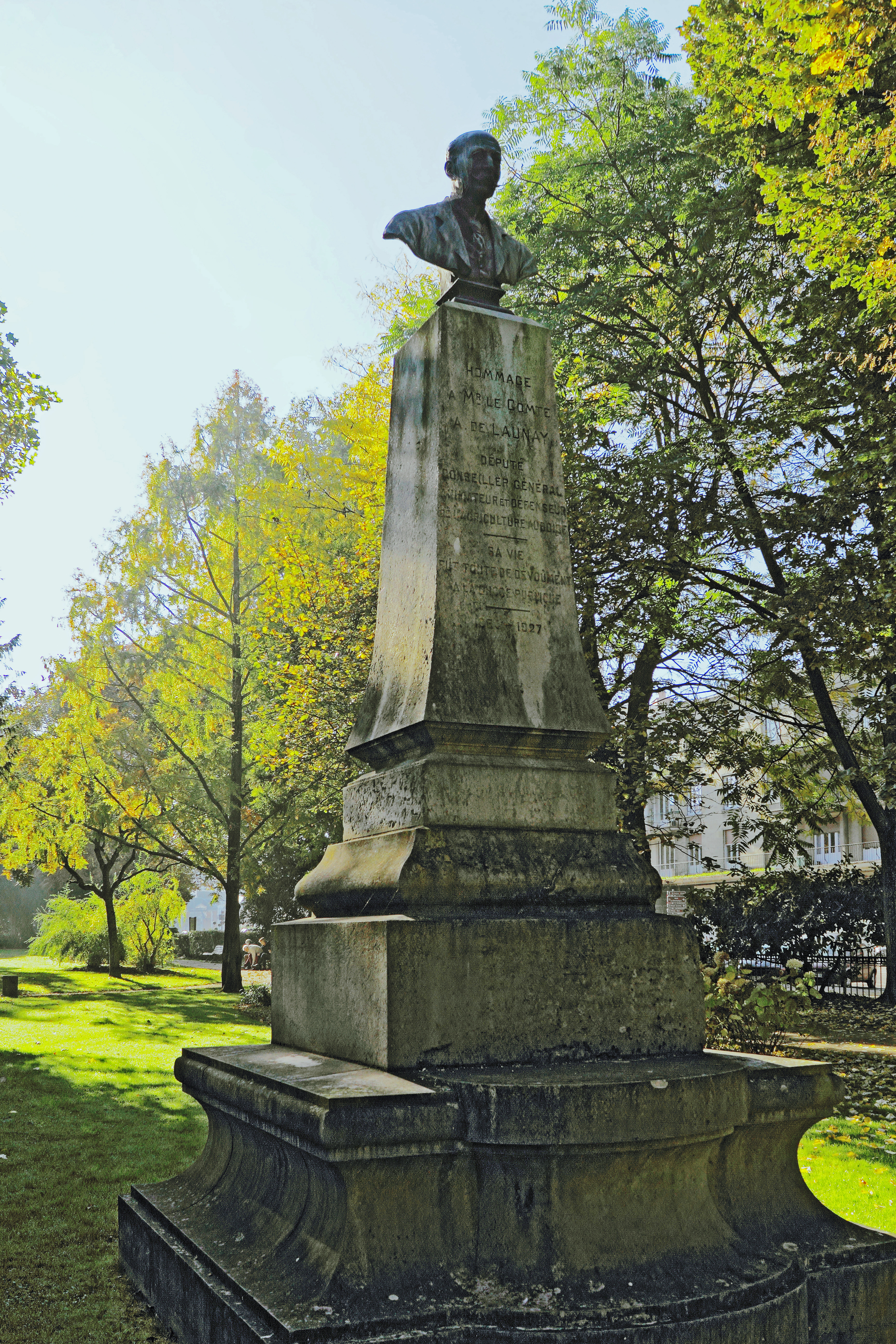
Monument Adolphe de Launay dans le jardin du Beffroi à Troyes

## Distinctions
- Chevalier de la Légion d'honneur

## Sources
1. ↑  « Adolphe de Launay - Base de données des députés français depuis 1789 - Assemblée nationale », sur www2.assemblee-nationale.fr (consulté le 7 octobre 2020).

- « Adolphe de Launay », dans le Dictionnaire des parlementaires français (1889-1940), sous la direction de Jean Jolly, PUF, 1960 [détail de l’édition]